# Lollapalooza
Lollapalooza is een jaarlijks Amerikaans muziekfestival voor heavy metal-, alternatieve rock-, punk- en hiphop-bands, dans en komedie-optredens en ambachtskraampjes. Het verzorgt ook een podium voor politieke groepen. Na een rondreizend bestaan, gaat het sinds 2005 jaarlijks door in het Grant Park in Chicago.
Lollapalooza is gekenmerkt door een brede diversiteit aan bands en heeft artiesten aan meer bekendheid geholpen, waaronder de Red Hot Chili Peppers, Pearl Jam, The Cure, Primus, The Killers, Rage Against the Machine, Arcade Fire, Nine Inch Nails, Jane's Addiction, Soundgarden, Siouxsie and the Banshees, The Smashing Pumpkins, Muse, Alice in Chains, Tool, Hole, 30 Seconds to Mars, Kesha, The Strokes, Lady Gaga, Kings of Leon en Green Day.
Lollapalooza werd bedacht en gecreëerd in 1991 door zanger Perry Farrell (Jane's Addiction) als een afscheidstournee voor zijn band. Lollapalooza werd jaarlijks georganiseerd tot 1997. In 2003 werd weer nieuw leven in het festival geblazen. Vanaf haar oprichting tot 1997, en vanaf de terugkomst in 2003, toert het festival door Noord-Amerika. In 2004 besloten de organisatoren de data per stad uit te breiden tot twee dagen, maar door een slechte kaartverkoop werden ze gedwongen de tour in 2004 te annuleren. In 2005 gingen Farrell en de William Morris Agency samenwerken met Capital Sports Entertainment (nu C3 Presents) en werd het festival hervormd als weekendfestival in het Grant Park in Chicago.
Het woord - soms gespeld en uitgesproken als lollapalootza of lalapaloosa - dateert uit een laat-19e/begin-20e-eeuwse Amerikaanse idiomatische zin dat "een buitengewone of ongewone zaak, persoon of gebeurtenis; uitzonderlijk voorbeeld of instantie" betekent. In de loop van de tijd werd de term ook gebruikt om te verwijzen naar een grote lolly. Farrell, die op zoek was naar een naam voor zijn festival, vond de kakofonische kwaliteit van de nu verouderde term bij het horen van een korte film van de Three Stooges. Door de dubbele betekenis van het woord is een onderdeel van het logo van het festival een lolly.

## Geschiedenis

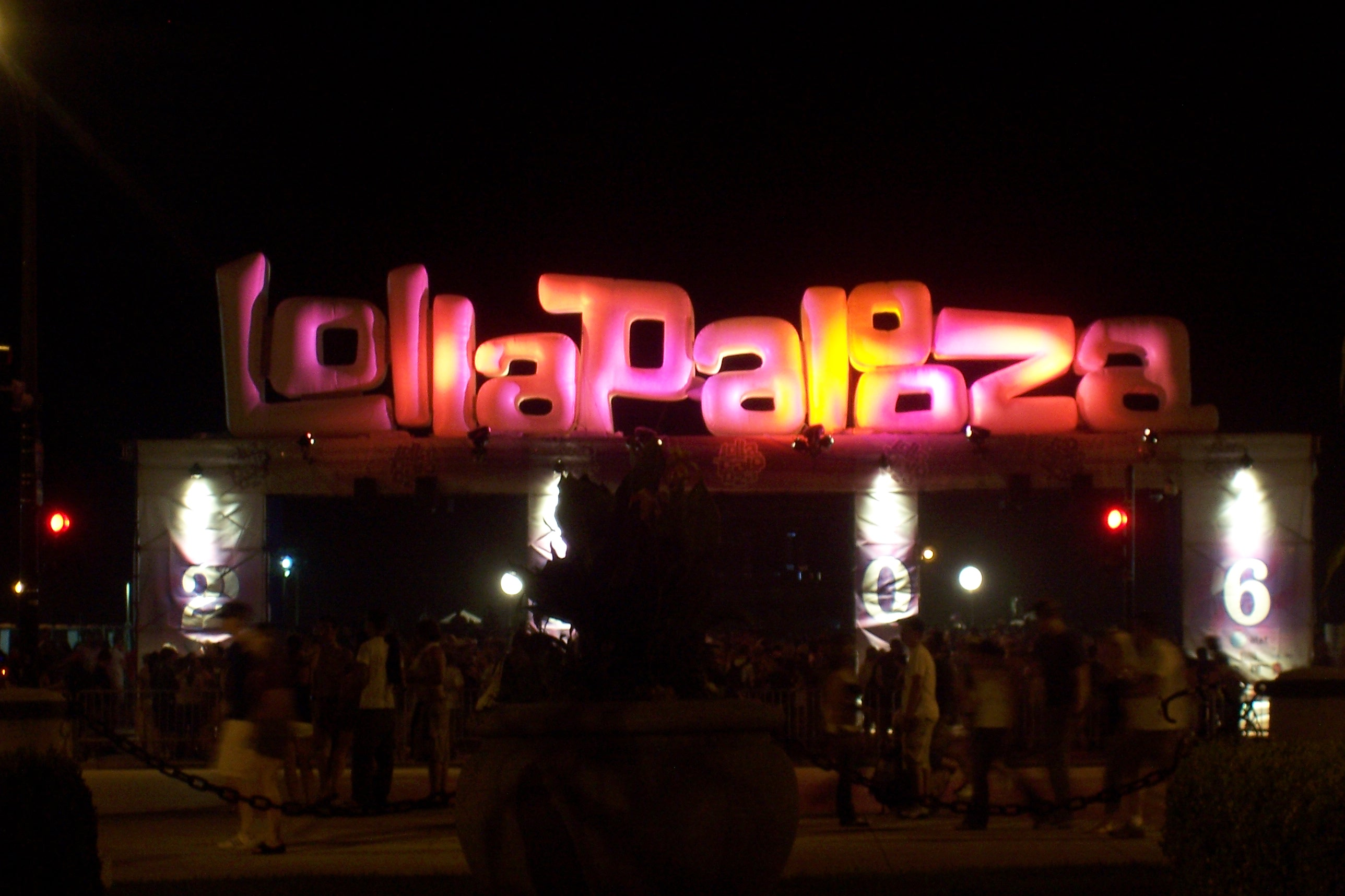
Het festival in Grant Park.

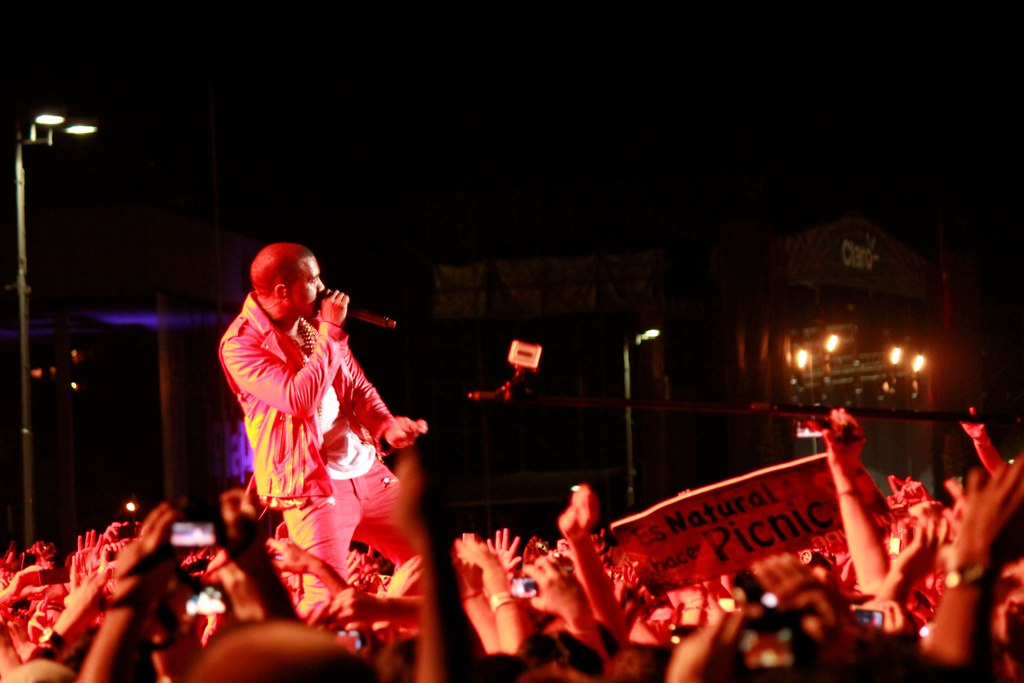
Kanye West op Lollapalooza Chili in 2011

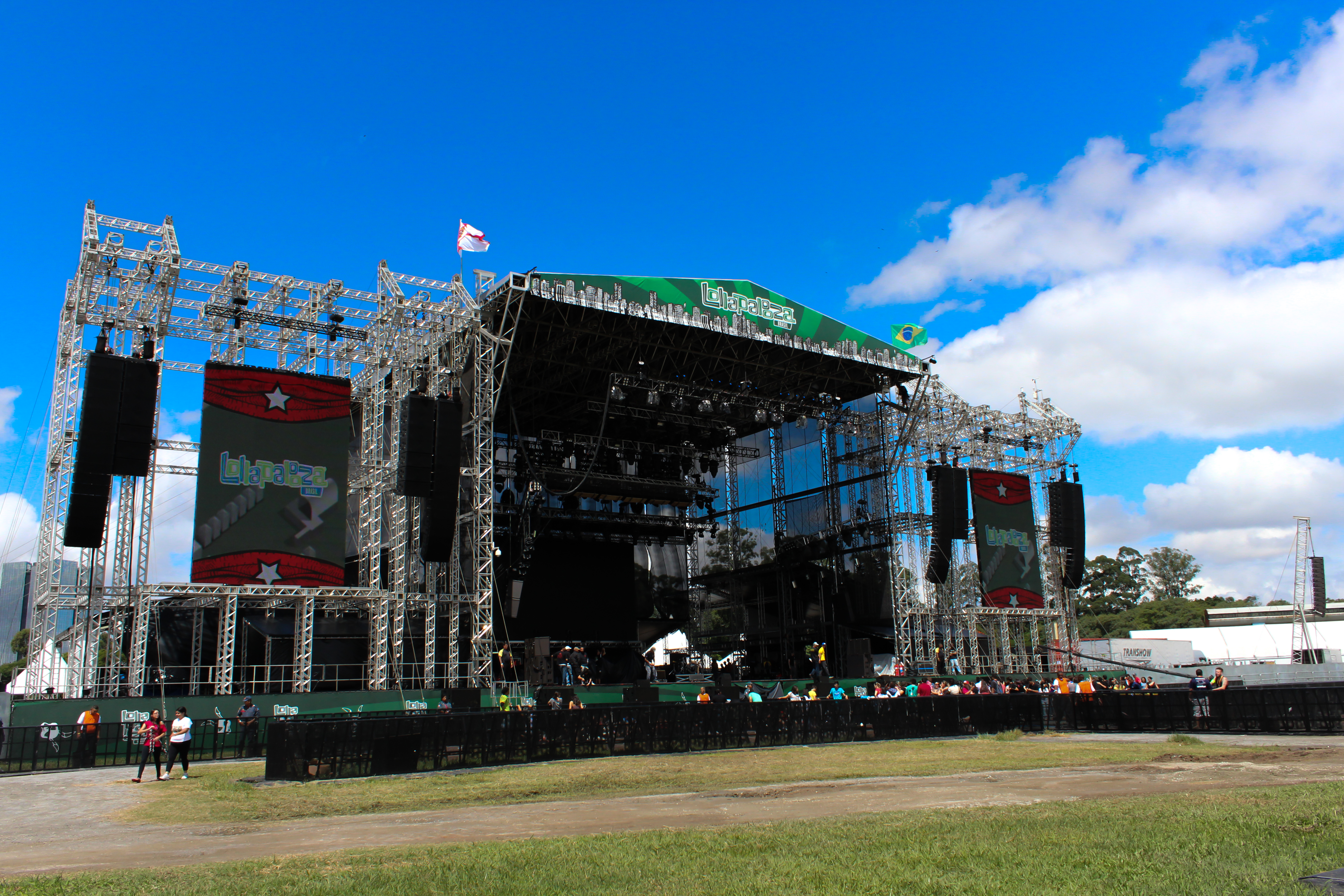
Het hoofdpodium in Sao Paulo.

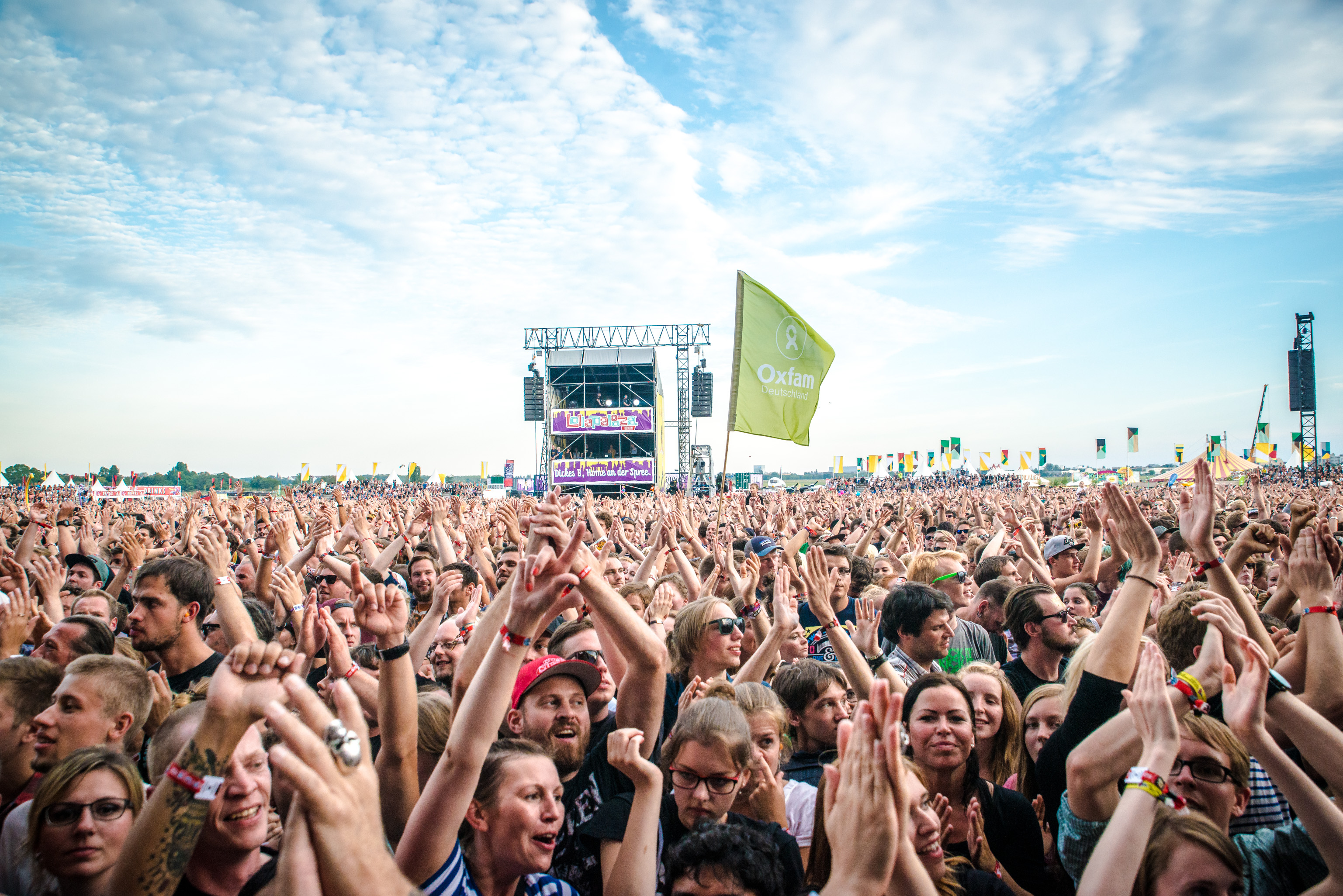
Lollapalooza Berlijn in 2015

Geïnspireerd door evenementen geproduceerd door Bill Graham, Perry Farrell samen met Ted Gardener, Marc Geiger en Don Muller, werd het festival in 1990 bedacht als een afscheidstournee voor de band Jane's Addiction. In tegenstelling tot eerdere festivals als Woodstock, wat een eenmalig evenement was, was Lollapalooza een rondreizend festival dat reisde in de Verenigde Staten en Canada.
In 1997 raakte Lollapalooza zijn originaliteit kwijt en na mislukte pogingen in 1998 om een geschikte hoofdact te vinden werd het festival geannuleerd. De annulering zorgde voor een dalende populariteit van de alternatieve rock.
In 2003 plande Farrells opnieuw bijeengekomen Jane's Addiction een nieuwe Lollapaloozatour. Het schema van het festival werd verspreid over dertig steden in juli en augustus. De tour in 2003 bereikte slechts een marginaal succes doordat veel fans wegbleven, vermoedelijk vanwege de hoge toegangsprijzen. Een andere tour werd gepland voor 2004. Deze zou bestaan uit een tweedaags festival, dat plaats zou vinden in elke stad. Het werd echter afgelast in juni door de zwakke verkoop van toegangsbewijzen in het hele land.
Sinds 2005 gaat het festival terug jaarlijks door, evenwel niet meer als rondreizend festival, maar wel als festival op de vaste locatie van Grant Park in Chicago. Na een succesvol festival in 2008 werd een deal getekend door het stadsbestuur voor Lollapalooza-festivals op die locatie tot 2018, waarvoor de stad ook 13 miljoen dollar budget garandeerde.

## Internationale doorbraak

### Chili
In 2010 werd het festival voor het eerst buiten Noord-Amerika gehouden. Het ging om een nieuw festival, dat dezelfde naam draagt in Chili. In 2011 was Kanye West (zie foto) de hoofdact op het festival. In 2019 was het festival al aan zijn negende editie toe. 

### Brazilië
In 2011 kwam er een Braziliaanse versie van het festival, gehouden in de Jockey Club in São Paulo. Ook dit festival werd de jaren nadien georganiseerd. 

### Argentinië
In 2013 trok het festival naar de Argentijnse hoofdstad Buenos Aires. Jaarlijks vindt het festival plaats eind maart op de Hipódromo de San Isidro.

### Duitsland
In 2015 werd het festival voor het eerst in Europa georganiseerd, in Berlijn. Het festival werd in 2015 op de voormalige luchthaven van Berlijn Tempelhof In 2016 trok het festival naar het Treptower Park, voor zo'n 70.000 bezoekers per dag. Sinds 2018 wordt het festival in het Olympiapark, naast het nationaal stadion gehouden. 

### Zweden
In 2019 vond het festival ook plaats in Gärdet, een stadspark in Stockholm, met artiesten als Lana Del Rey en The 1975. Het festival zette ook volop in op lokaal talent uit Scandinavië met artiesten als MØ, Tove Styrke en Alan Walker. Er kwam voorlopig nog geen tweede editie. 

### Frankrijk
In 2016 werd er een nieuw festival aangekondigd in Parijs. In 2019 was er al een derde editie. Tal van bekende artiesten zoals Dua Lipa, Twenty One Pilots, Imagine Dragons, Travis Scott en The Weeknd zongen al op het festival.